# Alfred von Windisch-Graetz
Alfred Candidus Ferdinand zu Windisch-Graetz (in tedesco: Alfred Candidus Ferdinand Fürst zu Windisch-Grätz, anche Windischgrätz, o Windischgraetz, a seconda dalla traslitterazione; Bruxelles, 11 maggio 1787 – Vienna, 21 marzo 1862), fu un nobile e ufficiale dell'esercito austriaco, che si distinse nelle guerre combattute dalla Casa d'Asburgo nel XIX secolo.

## Biografia

### Giovinezza

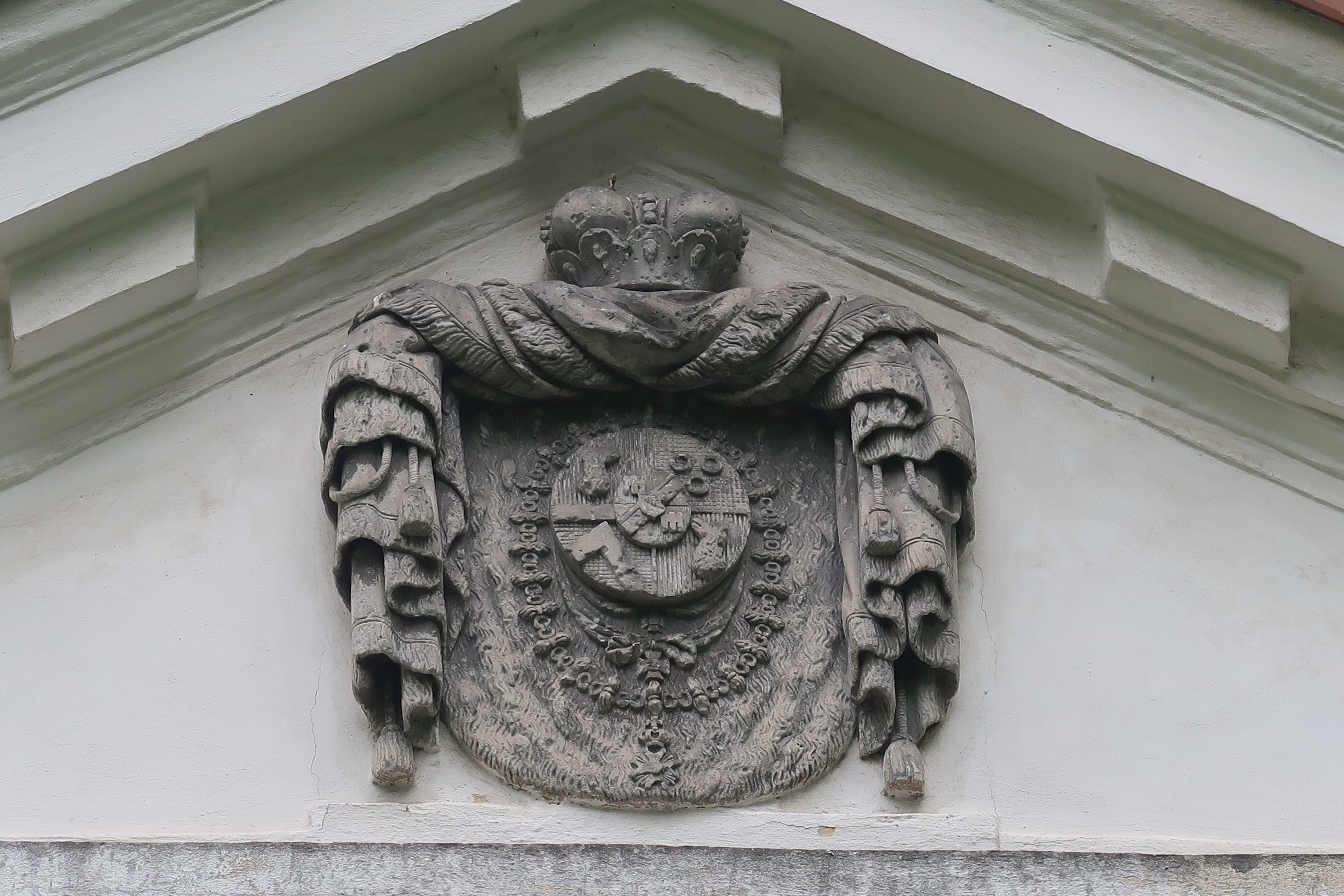
Lo stemma della famiglia Windisch-Graetz

Windischgrätz proveniva da una famiglia nobile della Stiria. Iniziò il servizio nell'esercito imperiale austriaco nel 1804. Partecipò a tutte le guerre contro Napoleone, distinguendosi particolarmente a Lipsia e nella campagna del 1814. Nel 1833, venne nominato Feldmaresciallo.

### Carriera militare
Nei successivi anni di pace ricoprì incarichi di comando a Praga, per poi essere nominato capo dell'esercito in Boemia nel 1840. Avendo acquisito la reputazione di essere un accanito sostenitore del reazionismo, durante la rivoluzione del 1848 nelle terre asburgiche fu chiamato a sopprimere l'insurrezione del marzo 1848 a Vienna, ma ritrovandosi mal supportato dai ministri lasciò dopo poco tempo il suo incarico.
Di ritorno a Praga, sua moglie rimase uccisa da una pallottola vagante durante la sollevazione popolare. Manifestò poi tutta la sua autorità allo scoppio di una rivolta dei separatisti boemi (giugno 1848), dichiarando la legge marziale in tutta la Boemia. Dopo la recrudescenza della rivolta a Vienna, fu chiamato a capo di un grande esercito mettendo la città di Vienna sotto un formale assedio (ottobre 1848).
Nominato comandante in capo contro i rivoluzionari ungheresi di Lajos Kossuth, acquisì alcuni iniziali successi e rioccupò Buda e Pest, ma con la sua lentezza nel perseguimento della campagna consentì al nemico di prevenire un'eventuale concentrazione di forze austriache in uno stesso punto.

## Matrimonio e figli
Alfred sposò il 15 giugno 1817 a Frauenberg (Hluboká nad Vltavou) la principessa Maria Eleonora di Schwarzenberg (21 settembre 1796 - 12 giugno 1848 a Praga), figlia di Giuseppe II, 6º principe di Schwarzenberg, duca di Krumau (27 giugno 1769 - 19 dicembre 1833), e di sua moglie, la principessa e la duchessa Paolina d'Arenberg (2 settembre 1774- 2 luglio 1810). Dal matrimonio nacquero:
- Principessa Aglae (27 marzo 1818 - 6 luglio 1843)
- Alfredo II di Windisch-Grätz 2º principe di Windisch-Graetz (28 marzo 1819 - 28 aprile 1876),

⚭ 19 ottobre 1850 Principessa Maria Hedwig (Wixa) di Lobkowitz (15 settembre 1829 - 19 ottobre 1852),
- Principe Leopoldo (24 luglio 1824 - 3 ottobre 1869)
- Principe August Josef Nikolaus (nato il 24 luglio 1828 a Praga, † 29 agosto 1910 a Schwarzenbach), consigliere e ciambellano imperiale e reale privato, colonnello Silver Chamberlain e tenente maresciallo di campo

⚭ 2 giugno 1853 Contessa Wilhelmine von Nostitz - Rieneck (23 aprile 1827 - 25 aprile 1897)
- Principe Ludwig Josef Nikolaus (13 maggio 1830 - 14 marzo 1904), membro ereditario della Camera dei Lord ungherese, consigliere privato imperiale e reale , generale di cavalleria, ispettore di truppe, proprietario della 90ª Inf .-Reg. Cavaliere dell'Ordine del Toson d'Oro ecc.

⚭ 8 febbraio 1870 a Pressburg (Bratislava) Contessa Valeria Dessewffy v. Csernek e Tárkö (8 ottobre 1843 - 11 luglio 1912)
- Principe Joseph Aloys Niklas (22 giugno 1831 - 18 ottobre 1906), Consigliere Privato Imperiale e Reale e Ciambellano, Generale di Cavalleria e Capitano della Prima Guardia di Vita Arcieren, Proprietario dell'11º Reggimento Ussari

⚭ 24 settembre 1866 a Berlino Maria Taglioni “la giovane”, prima ballerina del Balletto di Stato di Berlino (27 ottobre 1833 a Berlino; † 27 agosto 1891 Neu-Aigen presso Tulln (Bassa Austria)
- Principessa Mathilde (5 dicembre 1835 - 30 giugno 1907), dama di palazzo dell'imperatrice Elisabetta e dama dell'ordine della Croce stellata

⚭ 12 settembre 1857 a Vienna suo cugino, il principe ereditario Karl Vinzenz zu Windisch-Graetz (19 ottobre 1821 - battaglia di Solferino, 24 giugno 1859)

## Ultimi anni e morte
Nel mese di aprile 1849 venne sollevato dal suo incarico e solo raramente apparve nuovamente nella vita pubblica.
Il Principe morì il 21 marzo 1862 a Vienna e venne sepolto a Tachov, nell'attuale Repubblica Ceca.

## Ascendenza
|                                      |                             |                                           | Genitori                                   |  |  | Nonni |  |  | Bisnonni                         |  |  | Trisnonni                          |  |
|                                      |                             |                                           |                                            |  |  |       |  |  | Viktorin Karl von Windisch-Grätz |  |  | Gottlieb Amadeus of Windisch-Grätz |  |
|                                      |                             |                                           |                                            |  |  |       |  |  | Viktorin Karl von Windisch-Grätz |  |  | Gottlieb Amadeus of Windisch-Grätz |  |
|                                      |                             | Maria Theresia von Saurau                 |                                            |  |  |       |  |  | Viktorin Karl von Windisch-Grätz |  |  |                                    |  |
| Leopold Karl von Windisch-Grätz      |                             |                                           |                                            |  |  |       |  |  | Viktorin Karl von Windisch-Grätz |  |  |                                    |  |
|                                      |                             | Marie Ernestine di Strassoldo             | Marzio Antonio di Strassoldo               |  |  |       |  |  |                                  |  |  |                                    |  |
|                                      |                             | Marie Ernestine di Strassoldo             | Marzio Antonio di Strassoldo               |  |  |       |  |  |                                  |  |  |                                    |  |
|                                      |                             | Marie Ernestine di Strassoldo             | Aurora Aldegonda di Strassoldo-Klingenfels |  |  |       |  |  |                                  |  |  |                                    |  |
| Joseph Nicolaus von Windisch-Graetz  |                             | Marie Ernestine di Strassoldo             |                                            |  |  |       |  |  |                                  |  |  |                                    |  |
|                                      |                             | Ludwig Andreas von Khevenhüller           | Franz Christoph Khevenhüller               |  |  |       |  |  |                                  |  |  |                                    |  |
|                                      |                             | Ludwig Andreas von Khevenhüller           | Franz Christoph Khevenhüller               |  |  |       |  |  |                                  |  |  |                                    |  |
|                                      |                             | Ludwig Andreas von Khevenhüller           | Ernestina Montecuccoli                     |  |  |       |  |  |                                  |  |  |                                    |  |
| Maria Antonia von Khevenhüller       |                             | Ludwig Andreas von Khevenhüller           |                                            |  |  |       |  |  |                                  |  |  |                                    |  |
|                                      |                             | Philippina Maria Anna Josepha von Lamberg | Leopold Matthias Lamberg                   |  |  |       |  |  |                                  |  |  |                                    |  |
|                                      |                             | Philippina Maria Anna Josepha von Lamberg | Leopold Matthias Lamberg                   |  |  |       |  |  |                                  |  |  |                                    |  |
|                                      |                             | Philippina Maria Anna Josepha von Lamberg | Maria Claudia von Künigl                   |  |  |       |  |  |                                  |  |  |                                    |  |
| Alfred I, principe di Windisch-Grätz |                             | Philippina Maria Anna Josepha von Lamberg |                                            |  |  |       |  |  |                                  |  |  |                                    |  |
|                                      | Leopoldo Filippo d'Arenberg | Filippo Carlo d'Arenberg                  |                                            |  |  |       |  |  |                                  |  |  |                                    |  |
|                                      | Leopoldo Filippo d'Arenberg | Filippo Carlo d'Arenberg                  |                                            |  |  |       |  |  |                                  |  |  |                                    |  |
|                                      | Leopoldo Filippo d'Arenberg | Maria Enrichetta del Caretto              |                                            |  |  |       |  |  |                                  |  |  |                                    |  |
| Carlo Maria Raimondo d'Arenberg      | Leopoldo Filippo d'Arenberg |                                           |                                            |  |  |       |  |  |                                  |  |  |                                    |  |
|                                      |                             | Donna Maria Francesca Pignatelli          | Niccolò Pignatelli                         |  |  |       |  |  |                                  |  |  |                                    |  |
|                                      |                             | Donna Maria Francesca Pignatelli          | Niccolò Pignatelli                         |  |  |       |  |  |                                  |  |  |                                    |  |
|                                      |                             | Donna Maria Francesca Pignatelli          | Maria Clara Angelica van Egmond            |  |  |       |  |  |                                  |  |  |                                    |  |
| Leopoldina d'Arenberg                |                             | Donna Maria Francesca Pignatelli          |                                            |  |  |       |  |  |                                  |  |  |                                    |  |
|                                      |                             | Louis Engelbert de La Marck               | Louis Pierre Engelbert de La Marck         |  |  |       |  |  |                                  |  |  |                                    |  |
|                                      |                             | Louis Engelbert de La Marck               | Louis Pierre Engelbert de La Marck         |  |  |       |  |  |                                  |  |  |                                    |  |
|                                      |                             | Louis Engelbert de La Marck               | Marie Marguerite de Rohan-Chabot           |  |  |       |  |  |                                  |  |  |                                    |  |
| Louise Marguerite de La Marck        |                             | Louis Engelbert de La Marck               |                                            |  |  |       |  |  |                                  |  |  |                                    |  |
|                                      |                             | Marie Anne Hyacinthe de Visdelou          | René François de Visdelou                  |  |  |       |  |  |                                  |  |  |                                    |  |
|                                      |                             | Marie Anne Hyacinthe de Visdelou          | René François de Visdelou                  |  |  |       |  |  |                                  |  |  |                                    |  |
|                                      |                             | Marie Anne Hyacinthe de Visdelou          | Marguerite Iris de Poix                    |  |  |       |  |  |                                  |  |  |                                    |  |
|                                      |                             | Marie Anne Hyacinthe de Visdelou          |                                            |  |  |       |  |  |                                  |  |  |                                    |  |